# 法國國鐵BB 27300型電力機車
BB 27300型电力机车是法国阿尔斯通公司为法国国家铁路公司设计制造的一种双电流制干线客运电力机车，也是阿尔斯通“Prima”系列铁路机车车型之一，适用于供电制式为1500伏直流电和25千伏工频单相交流电的电气化铁路。
2004年2月，法国国家铁路公司向阿尔斯通公司订购了首批60台BB 27300型电力机车，此后又分别追加了5台和2台的订单。阿尔斯通公司在2006年至2010年间共制造了67台BB 27300型电力机车。阿尔斯通公司在2010年9月2日交付BB 27367号机车后，法国国家铁路再无采购电力机车至今。
BB 27300型电力机车是在BB 27000型货运电力机车基础上改进而成的客运电力机车，两者总体结构基本相同，但BB 27300型机车的最高运行速度提高到160公里/小时，并加装了推挽式列车组控制装置。全数67台机车均运用于法兰西岛区域铁路（Transilien），与VB2N型双层通勤客车组成列车组运营。
随着VB2N型双层通勤客车组在2020年到2025年期间逐步退役，BB 27300型电力机车将被用于其他用途。